# 반하경
반하경(潘夏慶, ? ~ 1910년)은 조선 말기 · 대한제국의 항일 열사이다. 경기도 파주(坡州) 출신으로 본관은 거제(巨濟)이다.
조선 고종 때에 내시(內侍)로 조정에 들어갔으며, 승전색(承傳色)을 지냈다. 이후 1905년 일제의 압박으로 을사늑약이 체결되자 관직에서 사퇴한 뒤 고향인 파주로 내려가 은거했으며, 1910년 한일 병합 조약이 체결되어 국권이 박탈되자 이에 항의하는 차원에서 할복 자살하였다. 이후 1962년 건국훈장 독립장이 수훈되었다.